# 李德熙
李德熙（韩语： I Deokhui，1998年5月29日—），生于堤川市，韩国男子网球运动员，2013年成为职业球手，2016年高雄海硕国际挑战赛男子单打银牌得主、2018年亚洲运动会男子单打铜牌得主。